# Florida Flame
Florida Flame – amerykański klub koszykarski z siedzibą w mieście Fort Myers, w stanie Floryda działający w latach 2001–2006. 

## Historia
Klub powstał w 2001 roku pod nazwą North Charleston Lowgators. Był członkiem ligi NBDL.  W 2003 roku, jako Charleston Lowgators rozegrał jeden sezon, po czym został sprzedany i przeniesiony na Florydę. Trenerem był Jeff Malone. Zespół nie przystąpił do rozgrywek 2006/07. Został oficjalnie rozwiązany w 2007 roku.

## Powiązania z zespołami NBA
- Boston Celtics (2005–2006)
- Miami Heat (2005–2006)
- Minnesota Timberwolves (2005–2006)
- Orlando Magic (2005–2006)

## Wyniki sezon po sezonie
| Sezon                      | Miejsce                | W   | P   | %    | Play–off                                                                      |
| -------------------------- | ---------------------- | --- | --- | ---- | ----------------------------------------------------------------------------- |
| North Charleston Lowgators |                        |     |     |      |                                                                               |
| 2001–02                    | 1                      | 36  | 20  | 64,3 | Wygrana – Półfinały (Mobile) 2-1 Przegrana – Finały D-League (Greenville) 2-0 |
| 2002–03                    | 2                      | 26  | 24  | 52   | Przegrana – Półfinały (Mobile) 2-0                                            |
| Charleston Lowgators       |                        |     |     |      |                                                                               |
| 2003–04                    | 2                      | 27  | 19  | 58,7 | Przegrana – Półfinały (Huntsville) 108-100                                    |
| Florida Flame              |                        |     |     |      |                                                                               |
| 2004–05                    | 6                      | 17  | 31  | 35,4 |                                                                               |
| 2005–06                    | 3                      | 25  | 23  | 52,1 | Przegrana – Półfinały (Albuquerque) 80-71                                     |
| Suma – sezon regularny     | Suma – sezon regularny | 131 | 117 | 52,8 |                                                                               |
| Suma – play-off            | Suma – play-off        | 2   | 6   | 25   |                                                                               |

## Nagrody i wyróżnienia
- MVP Sezonu
  - Tierre Brown (2004)[1]

- Debiutant roku
  - Fred House (2002)[2]

- I skład D-League[3]
  - Tierre Brown (2003–2004)
  - Kirk Haston (2005)
  - Hiram Fuller (2005)
  - Andre Barrett (2006)

- II skład D-League[4]
  - Sedric Webber (2002–2003)
  - Ime Udoka (2004)

- All-D-League Honorable Mention Team[5]
  - Fred House (2002)
  - Nate Green (2002)
  - Damone Brown (2003)
  - Corey Benjamin (2003)
  - Rolan Roberts (2004)
  - Alpha Bangura (2004)
  - Carl English (2005)
  - Theron Smith (2006)

## Skład drużyny z sezonu 2005/06
| Trener: Jeff Malone     | Trener: Jeff Malone     | Trener: Jeff Malone     | (Mississippi State)           |  |
| Asystent: Terry Thimlar | Asystent: Terry Thimlar | Asystent: Terry Thimlar | (Indiana State)               |  |
| PF                      | 4                       | Duane Erwin             | (Memphis 2005)                |  |
| C                       | 5                       | George Leach            | (Indiana 2004)                |  |
| SG                      | 6                       | Bracey Wright           | (Indiana 2005)                |  |
| SG/SF                   | 7                       | Lenny Stokes            | (Cincinnati 2003)             |  |
| PF/C                    | 9                       | Roman Brown             | (Florida Gulf Coast 2004)     |  |
| SG/SF                   | 10                      | Austin Nichols          | (Humboldt State 2004)         |  |
| PG                      | 11                      | Andre Barrett           | (Seton Hall 2004)             |  |
| PG                      | 13                      | T. J. Sorrentine        | (Vermont 2005)                |  |
| PG/SG                   | 22                      | E. J. Rowland           | (St. Mary’s 2005)             |  |
| SG                      | 25                      | Jonathan Moore          | (North Carolina Central 2005) |  |
| SG/SF                   | 33                      | Reed Rawlings           | (Samford 2001)                |  |
| C/PF                    | 34                      | Elton Brown             | (Virginia 2004)               |  |
|                         |                         |                         |                               |  |